# Soyuz TMA-16
La Soyuz TMA-16 fue un vuelo espacial a la Estación Espacial Internacional como parte del programa Soyuz, estuvo integrado por dos miembros de tripulación de la Expedición 21/22 y un turista espacial, el canadiense Guy Laliberté. La Soyuz TMA-16 fue el 103.º vuelo de una nave espacial Soyuz, desde el Soyuz 1 en 1967. Por primera vez desde 1969, hubo tres naves Soyuz simultáneamente en el espacio.

## Tripulación
| Puesto               | Miembro de despegue                                                     | Miembro de aterrizaje                                  |
| -------------------- | ----------------------------------------------------------------------- | ------------------------------------------------------ |
| Comandante           | Maxim Surayev, Roscosmos Expedición 21/22 Primer vuelo                  | Maxim Surayev, Roscosmos Expedición 21/22 Primer vuelo |
| Ingeniero de vuelo 1 | Jeffrey Williams, NASA Expedición 21/22 Tercer vuelo                    | Jeffrey Williams, NASA Expedición 21/22 Tercer vuelo   |
| Ingeniero de vuelo 2 | Guy Laliberté, Space Adventures Expedición visitante Ep-16 primer vuelo | Vacío                                                  |

La nave regreso el 18 de marzo de 2010, con solo 2 tripulantes a bordo.

### Tripulación de reserva
| Comandante           | Aleksandr Skvortsov, Roscosmos    |
| Ingeniero de vuelo 1 | Shannon Walker, NASA              |
| Ingeniero de vuelo 2 | Barbara Barrett, Space Adventures |